# 源懿子 (典侍)
源 懿子（みなもと の いし/よしこ、？ - 承暦2年12月29日（1079年2月3日））は、平安時代中期の女官。従三位典侍。源高雅の娘。母は藤原親明の娘・基子。初め、藤原頼明と結ばれて藤原惟任・憲輔を生んだが、後に藤原長家と再婚して藤原道家・忠家・祐家・藤原信長後室を生んだ。

## 経歴
生年については不明であるが、後に夫となる藤原長家が寛弘2年（1005年）で、母の藤原基子が寛弘5年（1008年）生まれの後一条天皇の乳母を務めていることから、寛弘5年頃に懿子が誕生し、その関係で母が乳母に選ばれたとする角田文衞の説がある。
父の源高雅は有明親王の子であるが、寛弘6年（1009年）8月に従四位下東宮亮で出家し、長和元年(1012年) 以前に亡くなっている。これに対して母方の祖母（藤原親明の妻）は藤原道長の嫡妻・源倫子の乳母、母方の伯母は藤原道長の娘・彰子（上東門院）の乳母を務め、母・基子も彰子が生んだ後一条天皇の乳母となった関係で、懿子も彰子の元に出仕して「中将の君」と呼ばれ、万寿元年（1024年）9月に正五位下に叙され、後に従三位典侍に進んで「院典侍」と呼ばれた。
初め、藤原頼明と結ばれて惟任・憲輔らを生んだが、頼明は万寿4年（1027年）に死去し、長元の初年頃に長家と結ばれたとされているが、頼明の存命中に離縁して長家と結ばれたとする説もある（後述）。長家との間に3男1女を儲けたが、長暦2年（1038年）4月に長家との長男・道家が早世したことを機に出家した。
康平7年（1064年）11月には長家にも先立たれ、承暦2年12月29日（1079年2月3日）に死去している。

## 備考
万寿4年（1027年）に夫であった藤原頼明に先立たれ、翌長元元年（1028年）頃に藤原長家と再婚したとしても時系列的には不自然ではないが、以下の問題から頼明の存命中に離別して万寿4年の時点で長家と関係を持っていた可能性がある。
- 藤原長家は2人の正室（藤原行成の娘・藤原斉信の娘）を相次いで亡くし、これを憂慮した長家の父である藤原道長は、藤原実資の娘である千古との縁談を纏めようとするが、長家が理由を付けて婚儀を伸ばした挙げ句に万寿4年の初頭に破談にして道長を激怒させている。その理由として長家が既に特定の女性と関係を持っていたとする見方があり、その場合にもっとも有力な相手が異母姉・彰子に仕え、その後実際に長家の子を成した懿子とされる[4]。なお、藤原頼明が亡くなった日付は不明であるが、同年3月時点では健在である[10][注釈 2]。
- 藤原長家の最初の2人の正室には子供がいなかったため、懿子が生んだ信家が長家の嫡男であったが、亡くなったときの位階は従五位下に留まっている。代わりに長家の後継者となって最終的に大納言にまで昇進した同母弟の忠家は12歳で元服すると直ちに従五位下に叙されて19歳で公卿となっている。信家が健在であれば同様の昇進を果たしたと推測されることから、忠家と同じ12歳で元服して従五位下に叙位された直後に亡くなったと考えられる。その場合、逆算すると信家は万寿4年の誕生となり、長家と千古の縁談が破談するのと平行して懿子は長家の子を懐妊していた可能性がある[4]。

以上の点から、長家が万寿4年以前（恐らくは万寿2年に斉信の娘が亡くなった後）に懿子と関係を持ち、同年に信家が誕生したとする推測が可能である。
もっとも、それまでは妻の実家に婿にとして入る形になって生活していた長家が、父の勧める縁談を断って既に父親のいない女性を妻を迎えたことで自分と懿子が住む新しい邸宅を用意する必要に迫られた。そこで長家は大叔父兼明親王ゆかりの三条第を入手して懿子やその子供達と住んだ。兼明親王の通称「御子左」からこの邸宅は御子左第とも呼ばれ、長家と懿子の子孫は御子左流と称されるようになる。